# Marco Bracci
Pour les articles homonymes, voir Bracci.
Marco Bracci est un joueur de volley-ball italien né le 23 août 1966 à Fucecchio. Il mesure 1,97 m et jouait réceptionneur-attaquant. Il totalise 347 sélections en équipe d'Italie.

## Clubs
| Club     | Pays   | De        | À         |
| -------- | ------ | --------- | --------- |
| Parme    | Italie | 1987-1988 | 1993-1994 |
| Modène   | Italie | 1994-1995 | 1997-1998 |
| Rome     | Italie | 1998-1999 | 2000-2001 |
| Macerata | Italie | 2001-2002 | 2004-2005 |

## Palmarès
- En club :
  - Championnat d'Italie : 1992, 1993, 1995, 1997, 2000
  - Coppa Italia : 1990, 1992, 2003
  - Supercoupe d'Italie : 1998
  - Ligue des champions : 2002
  - Coupe des Coupes : 1988, 1989, 1990
  - Coupe de la CEV : 1992
  - Supercoupe d'Europe : 1989, 1990

- En équipe nationale d'Italie :
  - Championnat du monde : 1990, 1994, 1998
  - Championnat d'Europe : 1989, 1993, 1995, 1999
  - Coupe du monde : 1995
  - Ligue mondiale : 1990, 1991, 1992, 1994, 2000
  - Grand Champions Cup : 1993
  - World Super Four : 1994